# Oechalia bryani
Oechalia bryani är en insektsart som beskrevs av Robert L. Usinger 1941. Oechalia bryani ingår i släktet Oechalia och familjen bärfisar. Inga underarter finns listade i Catalogue of Life.